# Belén Landáburu
María Belén Landáburu González (Burgos, 20 de marzo de 1934) es una abogada y política española, procuradora en Cortes y consejera nacional del Movimiento durante la dictadura franquista, y senadora por designación real entre 1977 y 1979. 
Su participación fue decisiva para que se rebajara la mayoría de edad legal de las mujeres de los 25 a 21 años, equiparándola al hombre establecida en la Ley de 22 de julio de 1972.
Formó parte de la ponencia de la Ley para la Reforma Política de 1977, la única mujer que participó en este proceso. 

## Biografía
Fue Procuradora en Cortes de representación familiar elegida por la provincia de Burgos. (Accede a los 33 años a las Cortes y una de las procuradoras más jóvenes). Adscrita al ala social del falangismo. Regidora central del Servicio Social, secretaria general de la Federación de Amas de Casa, consejera del Fondo de Ordenación y Regulación de las Producciones y Precios Agrarios (FORPPA). Vocal de la Junta de Gobierno del Grupo Español de la Unión Interparlamentaria, miembro titular del Instituto Internacional de Estudios de Clases Medias, miembro de la Unión Internacional de Organismos Familiares, directora del Gobinete Técnico de la Familia, consejera nacional en representación de las estructuras básicas (Familia), secretaria segunda del Consejo Nacional del Movimiento. También fue representante de España ante la condición jurícia y social de la mujer del consejo Económico y social de la ONU y Vocal de la Comisión General de Codificación.
Asegura que su vocación política nació en la Universidad: «Lo que me alienta en estos momentos es pensar que dentro de unos años, cuando los españoles hayamos alcanzado madurez política suficiente, se podrá decir en una entrevista lo que ahora se dice en los apartes».
A comienzos de la década de 1970 fundó, con Isabel Cajide, la revista Artes.

### Aportaciones al Código Civil
Miembro de la Asociación Española de Mujeres Juristas, presidida por María Telo, que intervendría luego en la modificación del Código Civil, su participación fue decisiva para que se rebajara la mayoría de edad legal de las mujeres de los 25 a 21 años, equiparándola al hombre en la Ley de 22 de julio de 1972.
Los trabajos encaminados a la reforma del Código Civil, dieron lugar a la constitución de una Sección Especial de la que formaron parte cuatro vocales femeninos. El 17 de enero de 1973 se celebró, con la asistencia del ministro de Justicia, Antonio Mª de Oriol y Urquijo, la primera sesión de la Sección Especial, creada para «estudiar las incidencias que los cambios sociales puedan haber producido en el Derecho de familia y la formulación en su caso de la correspondiente propuesta».
Estas cuatro mujeres juristas fueron María Telo; Carmen Salinas Alfonso, Asesora jurídica de la Sección Femenina; Concepción Sierra Ordóñez, especializada en derecho de familia y causas de separación matrimonial; y Belén Landáburu, perteneciente a la Sección Femenina y protagonista de la reforma del Código del año 1972.

## Distinciones
- Gran Cruz de la Orden Civil del Mérito Agrícola (1973)[6]
- Gran Cruz de la Orden Civil de Beneficencia (1976)[7]
- Encomienda con Placa de la Orden de Cisneros